# مها الملوح
مها الملوح، فنانة تشكيلية سعودية، ولدت في جدة عام 1959، حاصلة على ليسانس اللغة الإنجليزية من جامعة الملك سعود بالرياض وشهادة بالتصميم والتصوير الفوتوغرافي من كلية دي انزا بكاليفورنيا أمريكا. لديها معارض دولية ومحلية منذ 1976 منها فردية مثل الطريق إلى الجنة (السماء)- أمريكا 2018، ومنها مع فنانين آخرين مثل (أيكون-إيديال) في فيينا 2017، و(أموم) في ممفس أمريكا -أكتوبر2017.

## بداياتها
بدأت الفنانة ملوح مسيرتها الفنية المستمرة منذ ثلاثة عقود بالكولاج، والذي احتوى على رموز وزخارف من الثقافة المحلية النجدية، تعبيراً عن نظرتها للحياة في المملكة والاتصال الروحي للمناطق التاريخية في نجد والحجاز مع ثلاثة عوامل: الدين والتراث، الزخرفات الملونة وفن العمارة القديمة في ظل التعايش مع ناطحات السحاب الحديثة.

## طريقتها في الفن التشكيلي[3]
انتقلت الفنانة ملوح من الكولاج إلى التصوير؛ وذلك بفضل انجذابها إلى دمج الوسيلتين معا وتركيب طبقات من الصور والقصاصات، وتطورت نظرا لهاجسها للعلاقة بين الضوء والظل. قامت ببناء غرفة تحميض خاصة لتتمكن من السيطرة على أهم عاملين في الطباعة الفنية وهما الجودة والمحتوى. ونتيجة لتجارب الفنانة ملوح في دمج الكولاج مع التصوير الفوتوغرافي، ظهر هوس جديدة ومرحلة انتقالية في أعمالها وهو الفوتوغرام.

## أعمالها في المتاحف - متحف اللوفر أبوظبي
تعيش ملوح حاليا وتعمل بين الرياض ولندن وفيينا، تستقي إلهامها من المنطقة التاريخية لنجد بموروثها الديني والثقافي القوي والهندسة والأقمشة النجدية. تعبيراً عن نظرتها للحياة في المملكة والاتصال الروحي للمناطق التاريخية في نجد والحجاز مع ثلاثة عوامل: الدين والتراث، الزخرفات الملونة وفن العمارة القديمة في ظل التعايش مع ناطحات السحاب الحديثة، وشاركت بعمل فني مميز لها في متحف اللوفر في أبوظبي في أواخر عام 2017 وتعد مها الملوح الفنانة الخليجية الوحيدة التي تعرض أحد أعمالها في المتحف. ويعد عمل الملوح الفني من صنف المعلقات، وهو عبارة عن قدور تستعمل لطهي لحم الماعز المنظمة والمشكلة بطريقة فنية مميزة، العمل الوحيد لفنانة خليجية في هذا المتحف.

## من إنجازاتها
ساهمت الفنانة مها ملوح، إلى اكتشاف تحديات الحداثة التي تغلغلت بقوة إلى المملكة من خلال التجربة والانتقال عبر الوسائل والموارد المختلفة المتاحة لنقل أفكارها واستجابتها للبيئة المتغيرة في موطنها ومختلف العوامل التي تفرض التغيير، وحاصلة على جائزة سيدتي للإبداع والتميز.